# La virgen morena
La virgen morena es una película mexicana, que fue filmada en 1942, y se estrenó el 15 de mayo de 1943, que cuenta sobre La virgen de Guadalupe, y que cuenta con las actuaciones estelares de Luis Aragón, Abel Salazar, Roberto Cañedo, Amparo Goríbar, José Luis Jiménez, Arturo Soto Rangel, Tito Junco y los actores españoles, Luis Alcoriza, Antonio Bravo, y Luis Mussot.
Entre sus aspectos estéticos y artísticos más notables se encuentra la partitura que compuso Julián Carrillo para la escena de las apariciones de Tonantzin, con música en su sistema microtonal denominado Sonido 13. Esta partitura convierte a esta película en el primer filme mexicano con música experimental no-tonal.
- Datos: Q2835618